# Johann Loedel
Johann Loedel (* 25. August 1910 in München) war ein deutscher SS-Angehöriger und politischer Spitzel. Loedel stand im Mittelpunkt einer Spitzelaffäre, die im Jahr 1931 zwischen der NSDAP und der SPD-Presse in München ausgetragen wurde (Loedel-Affäre).

## Leben und Tätigkeit
Loedel war ein Sohn des Kaufmanns Friedrich Loedel und dessen Ehefrau Maria, geb. Weissbach. Nach dem Schulbesuch arbeitete er als Laborant.
Seit 1928 gehörte Loedel der SS an, zum 9. April 1929 trat er der NSDAP bei (Mitgliedsnummer 122.016). Seit Mai 1931 versuchte Loedel sich dem bayerischen SPD-Chef Erhard Auer – der ein Netz von Vertrauensleuten unterhielt, die ihm Informationen aus NS-Organisationen lieferten – als Zubringer anzudienen, der diesem gegen Bezahlung geheime Informationen aus der Münchener NSDAP zutrug.
Am 11. September 1931 brach Loedel in das Gebäude der SPD-Zeitung für München, der Münchener Post, ein. Dort stahl er die Nachtpost der Zeitungsredaktion, die er an den Leiter des Nachrichtendienstes der SA, Karl Leon Du Moulin-Eckart, überbrachte. Laut den Forschungen des israelischen Historikers Shlomo Aronson ist ungeklärt, ob Loedel im Auftrag von Du Moulin-Eckart handelte, als er diesen Einbruch beging. Du Moulin-Eckart bestritt später, etwas von dem Diebstahl gewusst zu haben.
Jedenfalls erschien Loedel wenige Tage später am 24. November 1931 im Büro von Erhard Auer und übergab ihm angebliche „Schwarze Listen“ der NSDAP, mit der Unterschrift Du Moulin-Eckarts, mit den Namen von Personen, die nach einer nationalsozialistischen Machtübernahme sofort erschossen werden sollten. Auer zahlte Loedel für die Listen 120 RM. Diese wurden dann am 25. November 1931 in der Münchener Post veröffentlicht (Vorbereitungen zur Nazi-Bartholomäusnacht). Daraufhin schaltete sich die Münchener Polizei in die Vorgänge ein. In einer polizeilichen Vernehmung sagte Loedel aus, die Listen selbst gefälscht zu haben, und zwar im Auftrage der NSDAP zu dem Zweck, Auer „anzuschmieren“.
Die Staatsanwaltschaft erhob daraufhin gegen Loedel und seine Helfer Anklage wegen Einbruchs und gegen Du Moulin-Eckart wegen Anstiftung zum Einbruch. Die NSDAP klagte zivilrechtlich gegen die Münchener Post bzw. gegen ihren verantwortlichen Redakteur Martin Gruber. Die Prozesse verzögerten sich bis 1933 und wurden dann infolge der nationalsozialistischen Machtergreifung niemals abgeschlossen.
Aronson bewertete in seiner Studie zur Frühgeschichte des Sicherheitsdienstes der SS von 1967 den Vorgang als eine „bizarre Geschichte“, die „die damaligen Verhältnisse gut widerspiegelt“, wodurch der Aufstieg des Sicherheitsdienstes der SS zum entscheidenden Nachrichtendienst der NS-Bewegung begünstigt worden sei. Immerhin wurden durch die Affäre sowohl Du Moulin-Eckart und sein Nachrichtendienst als auch sämtliche Aktivitäten der Münchener Post gegen die NSDAP enttarnt.
George C. Browder bezweifelte in seiner Studie zu den Grundlagen der nationalsozialistischen Polizei Aronsons These und nannte sie „too strained“. Mues-Baron war wiederum der Meinung, dass die „direkte Beteiligung einer weiteren Organisation“ nicht rekonstruiert werden könne, dass verschiedenste Einzelheiten aber darauf hindeuten würden, dass der 1931 neu entstandene Nachrichtendienst der SS seine Finger im Spiel hatte.

## Archivarische Überlieferung
Im Staatsarchiv München hat sich eine Akte der Polizeidirektion mit Variada, darunter der Fall Loedel, erhalten (PDM 6787).